# Francis Chagrin
Pour les articles homonymes, voir Chagrin et Paucker.
 (juillet 2025).
La mise en forme du texte ne suit pas les recommandations de Wikipédia : il faut le « wikifier ».
Les points d'amélioration suivants sont les cas les plus fréquents. Le détail des points à revoir est peut-être précisé sur la page de discussion.
- Les titres sont pré-formatés par le logiciel. Ils ne sont ni en capitales, ni en gras.
- Le texte ne doit pas être écrit en capitales (les noms de famille non plus), ni en gras, ni en italique, ni en « petit »…
- Le gras n'est utilisé que pour surligner le titre de l'article dans l'introduction, une seule fois.
- L'italique est rarement utilisé : mots en langue étrangère, titres d'œuvres, noms de bateaux, etc.
- Les citations ne sont pas en italique mais en corps de texte normal. Elles sont entourées par des guillemets français : « et ».
- Les listes à puces sont à éviter, des paragraphes rédigés étant largement préférés. Les tableaux sont à réserver à la présentation de données structurées (résultats, etc.).
- Les appels de note de bas de page (petits chiffres en exposant, introduits par l'outil «  Source ») sont à placer entre la fin de phrase et le point final[comme ça].
- Les liens internes (vers d'autres articles de Wikipédia) sont à choisir avec parcimonie. Créez des liens vers des articles approfondissant le sujet. Les termes génériques sans rapport avec le sujet sont à éviter, ainsi que les répétitions de liens vers un même terme.
- Les liens externes sont à placer uniquement dans une section « Liens externes », à la fin de l'article. Ces liens sont à choisir avec parcimonie suivant les règles définies. Si un lien sert de source à l'article, son insertion dans le texte est à faire par les notes de bas de page.
- La présentation des références doit suivre les conventions bibliographiques. Il est recommandé d'utiliser les modèles {{Ouvrage}}, {{Chapitre}}, {{Article}}, {{Lien web}} et/ou {{Bibliographie}}. Le mode d'édition visuel peut mettre en forme automatiquement les références.
- Insérer une infobox (cadre d'informations à droite) n'est pas obligatoire pour parachever la mise en page.

Pour une aide détaillée, merci de consulter Aide:Wikification.
Si vous pensez que ces points ont été résolus, vous pouvez retirer ce bandeau et améliorer la mise en forme d'un autre article.
 (juillet 2025).
Si vous disposez d'ouvrages ou d'articles de référence ou si vous connaissez des sites web de qualité traitant du thème abordé ici, merci de compléter l'article en donnant les références utiles à sa vérifiabilité et en les liant à la section « Notes et références ».
Francis Chagrin, né Alexander Paucker le 15 novembre 1905 à Bucarest, et mort le 10 novembre 1972, est un compositeur de musiques de films et de musique orchestrale populaire, ainsi qu'un chef d'orchestre. Il est aussi l'organisateur et chef de l'esprit en mouvement (the moving spirit) et le fondateur de la Society for the Promotion of New Music (en) (Société pour la promotion de la musique nouvelle).

## Carrière
Il naît à Bucarest en Roumanie le 15 novembre 1905, de parents juifs. À leur demande insistante, il suit des études d'ingénieur à Zurich tout en fréquentant secrètement le conservatoire de musique de cette ville. Il obtient son diplôme en 1928 mais sa famille n'acceptant pas ses ambitions musicales, il quitte le foyer et se rend à Paris où il adopte son nouveau nom à consonance française.
Il gagne d'abord sa vie en jouant dans les discothèques et les cafés, et en écrivant des chansons populaires. Il entre ensuite à l'École normale de musique de Paris, où ses professeurs sont entre autres, Paul Dukas et Nadia Boulanger, et s'installe en Angleterre en 1936. Au début de la Seconde Guerre mondiale, il est nommé conseiller musical et compositeur en chef au BBC French Service et participe alors au programme Les Français parlent aux Français. Pour cela, il est décoré comme Officier d'Académie par le gouvernement français en 1948. Il parle français couramment, un anglais parfait (avec un accent français), roumain, allemand, ainsi qu'un bon italien et un bon espagnol. Pour un voyage en URSS en octobre 1966, il apprend le russe.
En janvier 1943, Francis Chagrin fonde le Comité pour la promotion de la musique nouvelle (« The Committee for the Promotion of New Music »), renommé plus tard Société pour la promotion de la musique nouvelle avec l'intention de promouvoir la création, l'interprétation et la critique de la musique nouvelle par de jeunes compositeurs peu connus. Ralph Vaughan Williams accepta d'en devenir le président, avec Arthur Bliss comme vice-président.
En 1951, il crée son premier orchestre de chambre. Il compose la musique du film de 1955 à propos de Colditz, Les Indomptables de Colditz. Son œuvre pour harmonica Fantaisie Roumaine est composée en 1956 pour Larry Adler.
En 1959, il compose pour ITV le thème et la musique de fond de la série télévisée produite par Sapphire Films, The Four Just Men (Les Quatre Hommes Justes).
En 1963, il remporte le Harriet Cohen International Music Award (en) – Prix international de musique Harriet Cohen – en tant que « compositeur de l'année ». L'année suivante, il compose la musique de The Dalek Invasion of Earth, épisode de la série télévisée Doctor Who.

## Famille
Ses fils sont les acteurs Nicolas et Julian Chagrin (en). Ce dernier est marié à l'actrice et comédienne Rolanda Chagrin (en). On a pu le voir dans l'épisode de la série Chapeau Melon et Bottes de Cuir intitulé Clowneries (saison 6 avec Linda Thorson).

## Œuvres
Il existe au moins 200 œuvres de Francis Chagrin, qui a composé la musique de nombreux films, de séries télévisées et de publicités.

### Concert
- 1947 : Prélude et fugue pour orchestre
- 1948 : Concerto pour piano
- 1950 : Prélude et Fugue pour deux violons
- 1956 : Fantaisie Roumaine
- Deux symphonies, en 1959 et en 1970

### Musiques de films
- 1939 : The Silent Battle de Herbert Mason
- 1940 : Law and Disorder de David MacDonald
- 1950 : Vacances sur ordonnance (Last Holiday) de Henry Cass
- 1952 : La maison des Lords n'est pas à vendre (The Happy Family) de Muriel Box
- 1954 : Un inspecteur vous demande (An Inspector Calls) de Guy Hamilton
- 1954 : The Beachcomber (en)
- 1955 : Les Indomptables de Colditz (The Colditz Story)
- 1958 : The Snorkel (en)
- 1959 : Le Mouchard (Danger Within) de Don Chaffey
- 1961 : Bobby des Greyfriars (Greyfriars Bobby)
- 1963 : Dans la douceur du jour (In the Cool of the Day)

## Source de la traduction
- (en) Cet article est partiellement ou en totalité issu de l’article de Wikipédia en anglais intitulé « Francis Chagrin » (voir la liste des auteurs).